# Hisham Zreiq

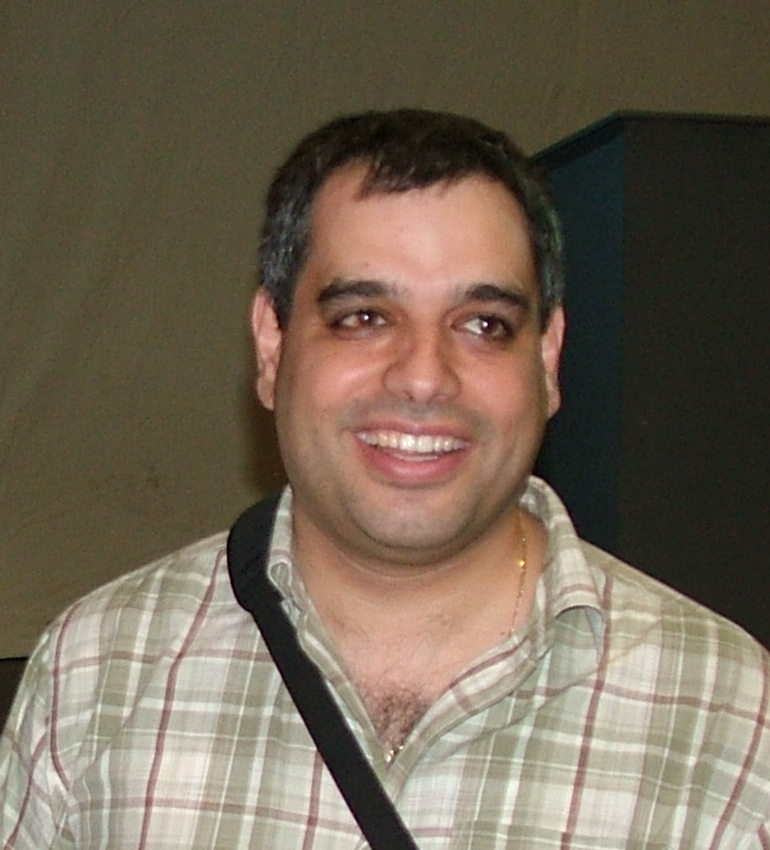

Hisham Zreiq (en árabe: هشام زريق, en hebreo: הישאם זרייק, Nazaret, 9 de febrero de 1968) es un artista visual, escritor y cineasta palestino ganador de numerosos premios con su documental Los Hijos de Eilaboun.
Nacido en el seno de una familia de cristianos ortodoxos, tiene dos hermanas y dos hermanos. Está casado y es padre de un niño. Reside en Alemania desde 2001.
Además de cineasta y escritor, realiza software y lleva trabajando casi 10 años para compañías tecnológicas